# そうだよ/誘惑
『そうだよ／誘惑』（そうだよ/ゆうわく）は、1996年11月25日にリリースされたDREAMS COME TRUEの20thシングル（両A面シングル）。

## 概要
- EPICソニーからの最後の作品となった。シングルヴァージョンはEPIC、アルバムヴァージョンは東芝EMI/Virgin D.C.T.と2社で分けている[注釈 1]。
- 2曲とも後に9thアルバム「SING OR DIE」に収録。「そうだよ」は、「そうだよ～album mix～」として、「誘惑」は、「誘惑～album mix～」として収録されている。なお、後方のアルバムには全てアルバムバージョンをメインに収録されている為、シングルバージョンはただこの作品でしか聴くことができない。
- CD-EXTRA仕様で、PVが2本収録されている。

## 収録曲
1. そうだよ
  - 作詞:吉田美和、作曲・編曲:中村正人
  - ミュージックビデオが作られた（『DCT CLIPS V1』に収録）。
2. 誘惑
  - 作詞・作曲:吉田美和、編曲:中村正人

## 収録アルバム
そうだよ
- SING OR DIE(1997年11月15日、album mix)
- SING OR DIE 2002:monkey girl odyssey tour special edition(2002年3月29日、album mix)
- DREAMANIA -DREAMS COME TRUE smooth groove collection-(2004年1月9日、album mix)
- DREAMS COME TRUE THE ウラBEST! 私だけのドリカム(2016年7月7日)

誘惑
- SING OR DIE(1997年11月15日、album mix)
- SING OR DIE 2002:monkey girl odyssey tour special edition(2002年3月29日、album mix)
- DREAMANIA -DREAMS COME TRUE smooth groove collection-(2004年1月9日、album mix)

## EXTRA TRACK
AUDIO
（ドリカムの写真がスライドショーで流れ、バックで曲が流れる）
1. そうだよ
2. 誘惑

- VIDEO（PVが2本観ることができる。両曲ともアルバム『LOVE UNLIMITED∞』収録曲。）

1. モンキーガール～豪華客船の旅
2. SWEET REVENGE

- SURPRISE （年に何度か決められた日にだけ現れるステキな映像が隠れている。）
- EXIT
  - プログラムが終了後、クレジットが流れる。